# Traumatomutilla
Traumatomutilla (лат.) — род ос-немок (бархатных муравьёв) из подсемейства Sphaeropthalminae (триба Sphaeropthalmini). Более 175 видов. Эндемик Неотропики.

## Распространение
Южная Америка.

## Описание
Мелкие осы-немки. Голова самок такой же ширины или уже, чем мезосома; первый метасомальный тергит узловидный. Паразитируют на жалящих перепончатокрылых, таких как песочные осы Crabronidae и пчёлы Apidae (Tapinotaspidini). Сведения по биологии отрывочны, например, известно что оса Stictia signata (Linnaeus) (Crabronidae: Bembicinae, Bembicini, Bembicina) служит хозяином для осы-немки Traumatomutilla sphegea (Fabricius). Сходны с представителями рода Dasymutilla.

## Систематика
Описано более 175 видов, из которых только два вида описаны по обоим полам (самки и самцы), а остальные описаны либо только по самкам (более 100), либо только по самцам (около 50). В 2017 году в ходе ревизии 135 видов Traumatomutilla, описанных по самкам были распределены по 14 видовым группам.
В 2025 году была проведена новая ревизия и синонимия в видовой группе Traumatomutilla quadrinotata.
- Traumatomutilla ameliae  Casal, 1969
- Traumatomutilla americana
- Traumatomutilla andrei  (Cresson, 1902)
- Traumatomutilla angustata  (André, 1906)
- Traumatomutilla austera  (Gerstaecker, 1874) [= Mutilla sigillata Gerstaecker, 1874]
- Traumatomutilla barra
- Traumatomutilla bispiculata
- Traumatomutilla centralis
- Traumatomutilla chrysozona  (Gerstaecker, 1874) [= Mutilla lugubrina Dalla Torre, 1897; = Ephuta dives André, 1906]
- Traumatomutilla chuza  Casal, 1969
- Traumatomutilla diopthalma  (Klug, 1821)
- Traumatomutilla dubia
- Traumatomutilla fascinata
- Traumatomutilla gemella  (André, 1906)
- Traumatomutilla incerta  (Spinola, 1841) [= M. dentata Smith, 1879 syn. nov.; =M. sodalicia Kohl, 1882; = T. tabatinga Casal, 1969; = T. dignitosa Mickel, 1952]
- Traumatomutilla inermis
- Traumatomutilla infernalis  (Gerstaecker, 1874) [= M. floccosa Gerstaecker, 1874]
- Traumatomutilla lasiogastra
- Traumatomutilla obsoleta
- Traumatomutilla peismatara Bartholomay & Cambra, 2021[9]
- Traumatomutilla peperina
- Traumatomutilla pompiliformis  (Gerstaekcer, 1874) [= M. serra Cresson, 1902]
- Traumatomutilla quadrinotata  (Klug, 1821)
- Traumatomutilla quadripustulata  (Klug, 1821) [= M. pruinosa Smith, 1855 syn. nov.; = M. maraca Cresson, 1902]
- Traumatomutilla sancta  (Gerstaecker, 1874) [= M. solemnis Cresson, 1902]
- Traumatomutilla sphegea
- Traumatomutilla tetratrauma Bartholomay & Williams, 2025[10]
- Другие виды